# Lulo Reinhardt

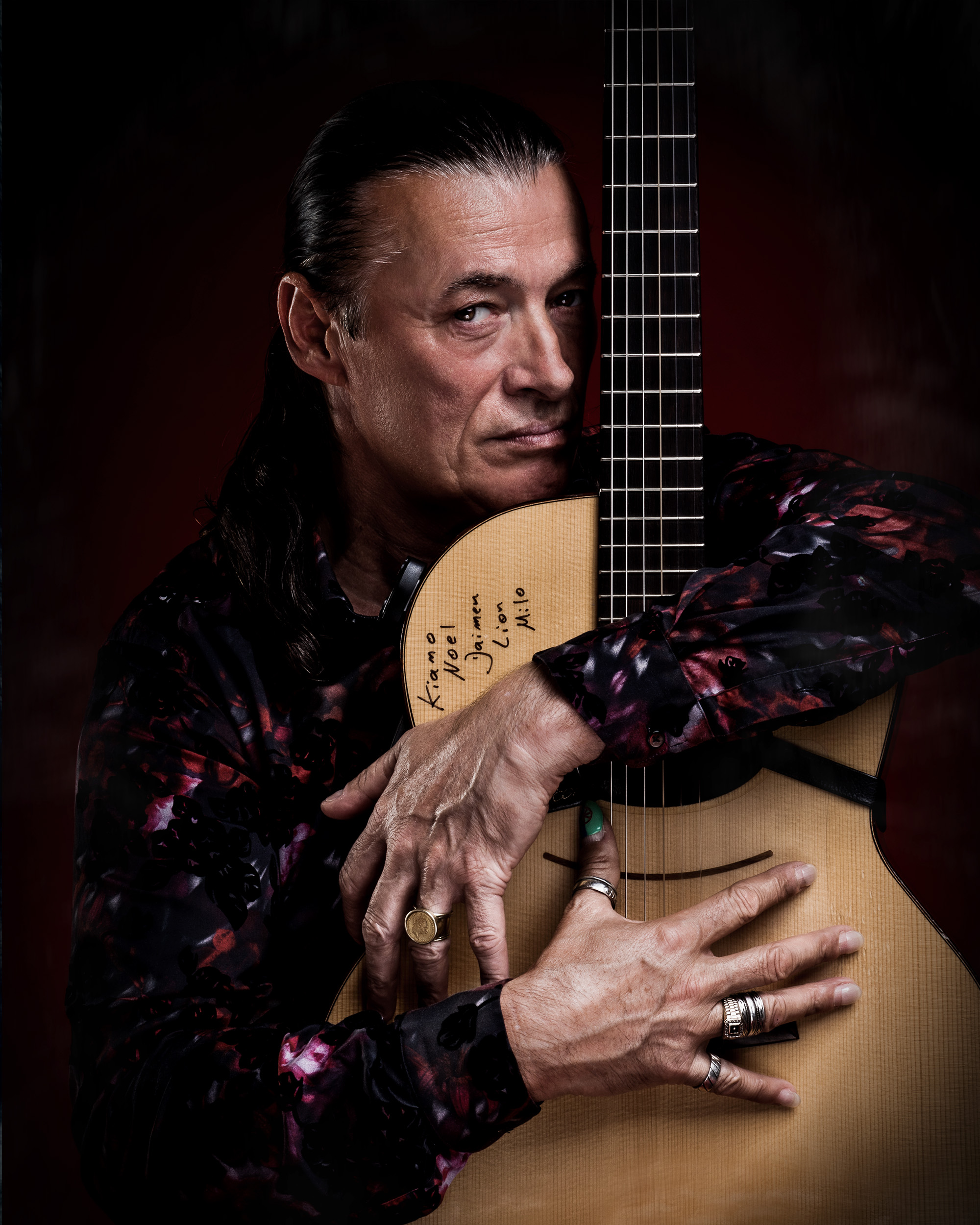
Lulo Reinhardt, 2005

Lulo Reinhardt (* 12. Oktober 1961 in Koblenz) ist ein deutscher Sinti-Gitarrist.

## Leben
Lulo Reinhardt entstammt der bekannten Sinti-Familie der Reinhardts, wie sein Vater Bawo Reinhardt, seine beiden Onkel Daweli Reinhardt und Schnuckenack Reinhardt, und wuchs in Koblenz auf. Bereits im Alter von fünf Jahren begann er mit dem Gitarrenspiel und hatte Unterricht bei seinem Vater Bawo Reinhardt. Die Musik von Django Reinhardt spielte dabei eine sehr große Rolle. Aber auch andere Werke aus der Plattensammlung seines Vaters, von dem brasilianischen Gitarristen Baden Powell de Aquino bis zu der britischen Instrumental-Rockband The Shadows, inspirierten den jungen Lulo Reinhardt.
Mit zwölf Jahren trat Reinhardt mit seinen Cousins im Mike-Reinhardt-Sextett im Raum Koblenz auf. Bis 1991 spielte er in dem Sextett; dann arbeitete er mit Romeo Franz und gründete 1993 mit seinem Vater Bawo und Cousin Degé die Formation I Gitanos. Basierend auf dem „Gypsy-Jazz“ entwickelte die Band einen Stil, der Flamenco, Latin und Música Popular Brasileira integriert. Sie nannten ihren Musikstil Gypsy Goes Latin und waren die erste Sinti-Band in Europa, die nur in der eigenen Sprache Romanes sangen. 1994 entstand das Debütalbum I Suni, gefolgt von Ab i Reisa (1998). In den folgenden Jahren konzertierte er mit verschiedenen Projekten auf Festivals, wie Rock gegen Hass, dem International Cultural Festival Sahara en el Corazón in Algerien, dem World Roma Festival Khamoro in Tschechien und der Sidmouth Folk Week in Großbritannien.
2008 ging Reinhardt auf eine Australien-Tournee, bei der das Album und die DVD Lulo Reinhardt Live in Melbourne mitgeschnitten wurde. 2009 ging er mit der International Guitar Night in Europa, den USA und Kanada auf Tour. Neben eigenen Projekten spielte er auch mit dem brasilianischen Gitarristen Zezo Ribeiro und der Koblenzer Independent-Band Blackmail. Seit 2010 arbeitete er mit seinem International Latin-Swing Projekt, dem auch der Violinist Daniel Weltlinger, Bassist Harald Becher, Schlagzeuger Uli Krämer und der Keyboarder Sean Mackenzie angehören. 2010 entstand das gleichnamige Album.
2012 wurde ein Film gedreht über die Familie Reinhardt, Newo Ziro – Neue Zeit, der zwischenzeitlich mehrmals auf Phoenix ausgestrahlt wurde. Sein Album Bawo! (2013) wurde vom NDR als „CD der Woche“ herausgestellt. Nach dem Erfolg des Newo Ziro - Projektes, entstand 2015 mit dem gleichen Team (Krieg & Nolte) ein Film in Marokko, mit dem Titel Desert Inspiration.
2017 spielte Reinhardt eine Live CD mit Daniel Stelter in der Stadtkirche Darmstadt ein.  Im gleichen Jahr ist eine CD mit Yuliya Lonskaya (Gypsy meets Classic), einer Klassik-Gitarristin aus Belarus entstanden. Mit Debhashish Bhattacharya, einem Grammy-nominierten Hindustan Indien Slide Gitarristen, war Lulo Reinhardt 2017 drei Monate auf der International Guitar Night- Konzerttour in den USA und Kanada.
Im Dezember 2017 besuchte Lulo Reinhardt Kalkutta in Indien, um seinen Wurzeln, die der Sinti und Roma, näher zu kommen. Dort nahm er eine CD Gypsy meets India mit Debhashish Bhattacharya und seinem langjährigen Wegbegleiter Uli Krämer auf. Mit beteiligt waren auch Debhashish Bhattacharyas Bruder Subhasis mit der Tabla und Tochter Sukanya im Gesang. Das Project Gypsy meets India wurde im November 2018 in Deutschland beim 9. Internationalen Lulo-Reinhardt-Gitarrenfestival vorgestellt. Im Anschluss fand eine Tour mit weiteren Konzerten statt.

## Diskographische Hinweise
- Project No. 1 (2002)
- Project No. 2 (2005)
- Lulo Reinhardt & Uli Krämer (2006)
- Live in Melbourne (2008)
- Lulo Reinhardt & Gerd Stein (2009)
- Katoomba Birds (2011)
- Bawo (2013)
- Desert Inspiration (2015)
- Lulo Reinhardt & Daniel Stelter: Live in der Stadtkirche (2016)
- Lulo Reinhardt & Yuliya Lonskaya (2017)
- Gypsy Meets India (2018)
- Gypsy Meets Classic - Piece of Soul (2021)
- 20 Jahre Latin Swing Project (2022, mit  Winfried Schuld, Uli Krämer, Daniel Stelter, Daniel Weltlinger, Jürgen Schuld, Harald Becher und Yuliya Lonskaja)[5]

## Filmprojekte
- Newo Ziro - Neue Zeit (2012)
- Desert Inspiration (2015)

## Auszeichnungen
- Preis der deutschen Schallplattenkritik in der Kategorie „Weltmusik“ (2019)[6]